# Ливера (Бјела)
Ливера је насеље у Италији у округу Бијела, региону Пијемонт.
Према процени из 2011. у насељу је живело 942 становника. Насеље се налази на надморској висини од 676 м.